# Anschero-Sudschensk
Anschero-Sudschensk (russisch Анже́ро-Су́дженск) ist eine Stadt in der Oblast Kemerowo in Sibirien (Russland) mit 76.646 Einwohnern (Stand 14. Oktober 2010). Sie liegt an der Transsibirischen Eisenbahn (ungefähr bei Streckenkilometer 3600), knapp 3000 km Luftlinie östlich von Moskau.

## Geschichte
Der Ort entstand 1928 durch die Zusammenlegung der beiden Gemeinden Anscherka (Анжерка) und Sudschenka (Судженка). Anschero-Sudschensk erhielt 1931 die Stadtrechte und besitzt ein Heimatmuseum.

### Bevölkerungsentwicklung
| Jahr | Einwohner |
| ---- | --------- |
| 1939 | 69.008    |
| 1959 | 115.628   |
| 1970 | 106.165   |
| 1979 | 105.114   |
| 1989 | 107.951   |
| 2002 | 86.480    |
| 2010 | 76.646    |

Anmerkung: Volkszählungsdaten

## Wirtschaft
Die wichtigsten Wirtschaftszweige sind der Bergbau (Steinkohle), der Maschinenbau sowie die chemische und pharmazeutische Industrie.
Im Bergbau von Anschero-Sudschensk arbeiteten in den frühen 1930er Jahren zahlreiche ausländische Bergleute, die als Wirtschaftsemigranten in die Sowjetunion gekommen waren, darunter einige vor allem aus dem Ruhrgebiet stammende Deutsche. Für diese „Gastarbeiter“ wurde in der Stadt eine eigene „Kolonie“ errichtet. Fast alle von jenen, die nicht bis 1935/36 in die Heimat zurückgekehrt waren, wurden Opfer der Stalinschen Säuberungen.

## Söhne und Töchter der Stadt
- Anatolij Babko (1905–1968), ukrainisch-sowjetischer Chemiker
- Gerhard Benkowitz (1923–1955), Widerstandskämpfer
- Wiktor Sidjak (* 1943), vierfacher Olympiasieger im Säbelfechten